# Giải bóng đá Hạng Nhì Quốc gia 2015 (kết quả chi tiết)
Dưới đây là kết quả các trận đấu tại Giải bóng đá hạng nhì quốc gia 2015.

## Vòng 1
Chiều 16/4/2015, trên các sân cỏ trong cả nước đã diễn ra các trận đấu của Giải bóng đá hạng Nhì Quốc gia 2015. Tại bảng A, trên sân Bình Thuận, chủ nhà Bình Thuận đã vượt qua Lâm Đồng với tỷ số 1-0. Nhưng cũng trên sân nhà Đồng Nai, đội Trẻ Đồng Nai lại để thua Bình Định với 2 bàn cách biệt. Trận đấu cuối bảng A diễn ra vào lúc 17h00, đội Viettel đã vượt qua đội chủ nhà Kon Tum với tỷ số 2-0 do công của Lưu Công Sơn mang áo số 19 và Trần Ngọc Sơn mang áo số 9.
| 16 tháng 4 năm 2015 | Bình Thuận                                                                      | 1 – 0 | Lâm Đồng                               | Sân vận động Phan Thiết                                 |  |
| 15:00               | Phan Công Quỳnh Anh (12) 36' · Trần Tấn Thi (17) 56' · Nguyễn Văn Dũng (21) 90' |       | Kon Sơ Ha Duy (11) 51' · Ha Sy (7) 75' | Lượng khán giả: 500 Trọng tài: Vũ Ngọc Cường (Việt Nam) |  |

| 16 tháng 4 năm 2015 | Trẻ Đồng Nai                                   | 0 – 2 | Bình Định                                                                | Sân vận động Đồng Nai                                   |  |
| 15:00               | Lê Đông Phát (9) 36' · Nguyễn Cao Phi (23) 73' |       | Trần Văn Nhớ (11) 81' · Nguyễn Văn Ton (9) 85' · Phan Thanh Tịnh (5) 57' | Lượng khán giả: 200 Trọng tài: Đặng Đức Toàn (Việt Nam) |  |

| 16 tháng 4 năm 2015 | Kon Tum                         | 0 – 2 | Viettel                                                                                     | Sân vận động Kon Tum                                         |  |
| 15:00               | Nguyễn Đức Cường (19) 34' 90+1' |       | Lưu Công Sơn (19) 18' · Trần Ngọc Sơn (9) 26' · Lê Đắc Hùng (2) 25' · Đặng Văn Trâm (8) 67' | Lượng khán giả: 1,000 Trọng tài: Nguyễn Thái Bình (Việt Nam) |  |

| 16 tháng 4 năm 2015 | Mancons Sài Gòn                                     | 0 – 1 | Bến Tre | Sân vận động Đạt Đức                                       |  |
| 15:00               | Nguyễn Đình Lợi (17) 10' · Tr Đức Khánh Đạt (6) 44' |       | Trần Duy Quang (13) 12' · Huỳnh Hoàng Khanh (79) 8' · Trần Bảo Khanh (3) 23' · Đặng Nguyên Vũ (88) 68' · Trần Duy Quang (13) 78' · Lê Hoàng Nhân (5) 58' 89' | Lượng khán giả: 1,000 Trọng tài: Trần Hữu Thanh (Việt Nam) |  |

| 16 tháng 4 năm 2015 | Tiền Giang                                                                   | 0 – 4 | Xi măng Fico Tây Ninh                                                            | Sân vận động Tiền Giang                                   |  |
| 15:30               | Ngô Anh Vũ (15) 30' · Huỳnh Thanh Khiêm (11) 66' · Bùi Văn Tiếp (21) 63' 81' |       | Phạm Công Hiển (11) 6' 10' 45+1' · Trần Văn Hén (9) 41' · Đặng Văn Tường (2) 28' | Lượng khán giả: 800 Trọng tài: Nguyễn Văn Chôm (Việt Nam) |  |

| 16 tháng 4 năm 2015 | Long An                          | 2 – 1 | Vĩnh Long                                           | Sân vận động Long An                                  |  |
| 16:00               | Trần Ngọc Ngọc Phương (19) 1' 7' |       | Nguyễn Minh Hoàng (10) 83' · Hồ Thành Thuận (3) 49' | Lượng khán giả: 200 Trọng tài: La Văn Hùng (Việt Nam) |  |

Kết quả:
- Tổng số bàn thắng: 13 bàn thắng, trung bình: 2,17 bàn/ trận
- Tống số thẻ vàng: 19 thẻ vàng, trung bình: 3,17 thẻ/ trận
- Tổng số thẻ đỏ: 3 thẻ đỏ
- Tổng số khán giả: 3.200 người, trung bình: 533,33 người/ trận.

## Vòng 2
| Ngày 21 tháng 4 năm 2015 | Bình Định                                                                                         | 2 - 0 | Bình Thuận                                   | Sân Quy Nhơn                                   |  |
| 15:30                    | Nguyễn Văn Ton (9) 56' 79' · Bùi Hoàn Mỹ (7) 71' · Tống Viết Nam (4) 76' · Nguyễn Văn Ton (9) 77' |       | Trần Tấn Thi (17) 63' · Chamale Mó (6) 90+1' | Lượng khán giả: 1,000 Trọng tài: Mai Xuân Hùng |  |

| Ngày 21 tháng 4 năm 2015 | Trẻ Đồng Nai                                                                                     | 5 - 2 | Kon Tum                                                                                  | Sân Đồng Nai                                 |  |
| 15:00                    | Phạm Hồng Nghĩa (8) 24' 57' 86' 90+3' · Phan Nhật Tân (15) 53' · Trần Phúc Hoàng Lâm (7) 61' 88' |       | Phan Quang Dựng (16) 49' 83' · Trần Văn Tấn Tài (14) 41' · Đinh Vũ Hàn Phong (20) 9' 71' | Lượng khán giả: 150 Trọng tài: Đặng Đức Toàn |  |

| Ngày 21 tháng 4 năm 2015 | Sanatech KH                                        | 1 - 1 | Viettel                   | Sân Quy Nhơn                                    |  |
| 15:30                    | Nguyễn Hoàng Quân (4) 56' · Đỗ Văn Thương (22) 62' |       | Trương Văn Thiết (55) 62' | Lượng khán giả: 500 Trọng tài: Nguyễn Đình Thái |  |

| Ngày 21 tháng 4 năm 2015 | Vĩnh Long         | 1 - 0 | Tiền Giang          | Sân Vĩnh Long                                    |  |
| 15:30                    | Võ Hữu Có (7) 19' |       | Mã Anh Duy (22) 33' | Lượng khán giả: 2500 Trọng tài: Tạ Công Châu Hòa |  |

| Ngày 21 tháng 4 năm 2015 | Long An                                                                                              | 0 - 1 | Mancons SG | Sân Long An                                      |  |
| 16:00                    | Đoàn Hải Quân (7) 10' · Nguyễn Nhật Nam (22) 44' · Phan Anh Tuấn (16) 81' · Nguyễn Hiếu Đan (24) 84' |       | Lâm Nhật Minh Trung (8) 75' · Lâm Nhật Minh Trung (8) 4' · Trương Công Vũ (18) 16' · Nguyễn Anh Việt (11) 22' · Hoàng Đức Thắng (21) 85' | Lượng khán giả: 250 Trọng tài: Nguyễn Ngọc Tưởng |  |

| Ngày 21 tháng 4 năm 2015 | Cà Mau | 2 - 0 | Bến Tre                                       | Sân Cà Mau                                 |  |
| 15:30                    | Bùi Minh Hiệp (13) 52' · Nguyễn Văn Quí (11) 76' · Nguyễn Văn Tài (6) 23' · Nguyễn Thanh Lợi (18) 54' · Nguyễn Văn Quí (11) 90+2' · Diệp Hoài Xuân (10) 90+4' · Nguyễn Chí Tâm (4) 47' 85' |       | Lê Tấn Phi (66) 20' · Đặng Nguyên Vũ (88) 54' | Lượng khán giả: 300 Trọng tài: Lâm Hòa Say |  |

Kết quả:
- Tổng số bàn thắng: 15 bàn thắng, trung bình: 2,5 bàn/ trận
- Tống số thẻ vàng: 23 thẻ vàng, trung bình: 3,83 thẻ/ trận
- Tổng số thẻ đỏ: 3 thẻ đỏ
- Tổng số khán giả: 2400 người, trung bình: 400 người/ trận.

## Vòng 3
| Ngày 26 tháng 4 năm 2015 | Viettel                                               | 1 - 0 | Trẻ Đồng Nai                                             | Sân Quân khu 5                                  |  |
| 15:30                    | Nguyễn Trọng Đại (29) 90+3' · Lưu Công Sơn (19) 90+5' |       | Nguyễn Thanh Quang (16) 86' · Trần Thanh Tùng (14) 90+4' | Lượng khán giả: 150 Trọng tài: Nguyễn Thái Bình |  |

| Ngày 26 tháng 4 năm 2015 | Bình Định               | 0 - 0 | Sanatech Khánh Hòa        | Sân vận động Quy Nhơn                          |  |
| 15:30                    | Phan Thanh Tịnh (5) 74' |       | Bùi Đoàn Duy Anh (17) 32' | Lượng khán giả: 1,000 Trọng tài: Vũ Ngọc Cường |  |

| Ngày 26 tháng 4 năm 2015 | Kon Tum                                              | 2 - 3 | Lâm Đồng | Sân vận động Kon Tum       |  |
| 17:00                    | Phạm Quang Hưng (16) 71' · Nguyễn Văn Thái (6) 90+1' |       | Nguyễn Ngọc Hùng (16) 16' 32' · Nguyễn Trọng Hoàng (9) 78' · Lê Thế Mạnh (19) 7' · Nguyễn Trọng Hoàng (9) 60' · Nguyễn Đình Huân (4) 74' · Ha Sy (7) 88' · Nguyễn Duy Lợi (8) 90+1' | Trọng tài: Khổng Tam Cường |  |

| Ngày 26 tháng 4 năm 2015 | Long An                                                                                         | 1 - 2 | Bến Tre | Sân vận động Long An                         |  |
| 16:00                    | Phan Tuấn Anh (16) 63' · Đoàn Hải Quân (7) 75' · Nguyễn Nhật Nam (22) 86' · Hà Vũ Em (23) 90+2' |       | Trần Duy Quang (13) 33' · Nguyễn Chí Sơn (68) 58' · Trần Bảo Khoa (3) 49' · Phạm Hữu Hoài (9) 72' · Huỳnh Phong Vũ (26) 90' | Lượng khán giả: 100 Trọng tài: Nguyễn Anh Vũ |  |

| Ngày 26 tháng 4 năm 2015 | Vĩnh Long                                  | 0 - 0 | Cà Mau | Sân vận động Vĩnh Long                     |  |
| 15:30                    | Kỳ Quốc Bảo (6) 65' · Hồ Chí Hơn (9) 90+6' |       | Nguyễn Văn Khoa (20) 63' · Lê Minh Cảnh (2) 73' · Nguyễn Văn Việt (9) 90+4' · Nguyễn Văn Tài (6) 61' 90+5' | Lượng khán giả: 800 Trọng tài: La Văn Hùng |  |

| Ngày 26 tháng 4 năm 2015 | Mancon Sài Gòn              | 0 - 0 | Xi Măng FICO Tây Ninh    | Sân vận động Thống Nhất                        |  |
| 15:00                    | Nguyễn Văn San (14) 88' 88' |       | Lê Quang Thi (6) 64' 64' | Lượng khán giả: 400 Trọng tài: Nguyễn Văn Chôm |  |

Kết quả:
- Tổng số bàn thắng: 9 bàn thắng, trung bình: 1,5 bàn/ trận
- Tống số thẻ vàng: 23 thẻ vàng, trung bình: 3,83 thẻ/ trận
- Tổng số thẻ đỏ: 1 thẻ đỏ, trung bình 0,17
- Tổng số khán giả: 2950 người, trung bình: 491,67 người/ trận

## Vòng 4
| Ngày 30 tháng 4 năm 2015 | Sanatech Khánh Hòa                                                        | 0 - 0 | Trẻ Đồng Nai                                     | Sân Nha Trang                              |  |
| 15:30                    | Nguyễn Thành Tâm (5) 40' · Đỗ Võ Thương (22) 84' · Lê Quốc Chí (15) 90+2' |       | Trần Hoàng Phúc Lâm (7) 21' · Tô Văn Vũ (11) 53' | Lượng khán giả: 350 Trọng tài: Tạ Quang Tú |  |

| Ngày 1 tháng 5 năm 2015 | Lâm Đồng                                                                            | 2 - 1 | Bình Định                   | Sân Đà Lạt                                 |  |
| 15:00                   | Nguyễn Ngọc Hùng (16) 17' 68' · Nguyễn Trọng Hoàng (9) 53' Phùng Khắc Nhất (20) 84' |       | Downg Gur Ha Sa Tô (10) 55' | Lượng khán giả: 600 Trọng tài: Lê Đức Cảnh |  |

| Ngày 1 tháng 5 năm 2015 | Viettel                                                                                           | 2 - 0 | Bình Thuận | Sân Quân khu 5                               |  |
| 15:30                   | NLưu Công Sơn (19) 20' · Trần Hoàng Sơn (31) 81' · Lưu Công Sơn (19) 05' · Bùi Duy Thường (7) 33' |       | Hoàng Anh Tuấn (10) 66' · Phan Công Quỳnh Anh (12) 79' · Nguyễn Ngọc Phước 16) 90+3' · Nguyễn Văn Quang (24) 69' | Lượng khán giả: 150 Trọng tài: Mai Xuân Hùng |  |

| Ngày 1 tháng 5 năm 2015 | Vĩnh Long                    | 1 - 2 | Xi Măng Fico Tây Ninh                        | Sân Vĩnh Long                                 |  |
| 15:30                   | Phạm Đoàn Tiến Phát (13) 16' |       | Lê Huệ Dũng (7) 14' · Đặng Văn Tường (2) 15' | Lượng khán giả: 900 Trọng tài: Nguyễn Văn Tạo |  |

| Ngày 1 tháng 5 năm 2015 | Bến Tre | 1 - 1 | Tiền Giang                                                                                                   | Sân Bến Tre                                    |  |
| 15:00                   | Đặng Nguyên Vũ (88) 83' · Nguyễn Đỏ (11) 22' · Huỳnh Hoàng Khanh (79) 55' · Phan Phú Lộc (15) 68' · Lê Hoàng Nhân (5) 87' · Huỳnh Thiện Nhân (17) 22' 79' |       | Nguyễn Hồng Linh (4) 37' · Nguyễn Duy Phương (18) 73' · Đặng Quốc Thịnh (20) 86' · Hoàng Thăng Đức (9) 90+5' | Lượng khán giả: 300 Trọng tài: Khổng Tam Cường |  |

| Ngày 2 tháng 5 năm 2015 | Cà Mau                                                                           | 4 - 1 | Long A                      | Sân Cà Mau                                      |  |
| 15:30                   | Nguyễn Trung Hiếu (7) 60' 74' · Bùi Minh Hiệp (13) 66' · Nguyễn Văn Quí (11) 70' |       | Trần Ngọc Phương (19) 90+1' | Lượng khán giả: 500 Trọng tài: Tạ Công Châu Hòa |  |

Kết quả:
- Tổng số bàn thắng: 15 bàn thắng, trung bình: 2,5 bàn/ trận
- Tống số thẻ vàng: 19 thẻ vàng, trung bình: 3,17 thẻ/ trận
- Tổng số thẻ đỏ: 2 thẻ đỏ, trung bình 0,33
- Tổng số khán giả: 2800 người, trung bình: 466,67 người/ trận

## Vòng 5
| Ngày 6 tháng 5 năm 2015 | Bình Thuận | 3 - 0 | Kon Tum                                                | Sân Phan Thiết                                 |  |
| 15:00                   | Nguyễn Anh Tây (8) 33' 48' · Vũ Minh Hoàng (28) 78' · Nguyễn Văn Dũng (21) 36' · Nguyễn Anh Tây (8) 85' · Hoàng Anh Tuấn (10) 90+1' |       | Đinh Vũ Hàn Phong (20) 76' · Nguyễn Viết Thắng (7) 85' | Lượng khán giả: 800 Trọng tài: Nguyễn Mạnh Hải |  |

| Ngày 6 tháng 5 năm 2015 | Lâm Đồng                                 | 1 - 0 | Sanatech Khánh Hòa   | Sân Đà Lạt                                           |  |
| 15:00                   | Ha Sy (7) 65' · Phùng Khắc Nhất (20) 49' |       | Lê Quốc Chí (15) 64' | Lượng khán giả: 400 Trọng tài: Nguyễn Đình Hồng Quân |  |

| Ngày 6 tháng 5 năm 2015 | Bình Định              | 0 - 0 | Viettel                                            | Sân Quy Nhơn                                       |  |
| 15:30                   | Phan Thanh Tịnh (5) 3' |       | Trương Văn Thiết (55) 43' · Đàm Tiến Dũng (12) 68' | Lượng khán giả: 1,000 Trọng tài: Nguyễn Ngọc Khánh |  |

| Ngày 6 tháng 5 năm 2015 | Tiền Giang                                                                                          | 0 - 0 | Mancons Sài Gòn | Sân Tiền Giang                            |  |
| 15:30                   | Nguyễn Hồng Linh (4) 75' · Huỳnh Thanh Khiêm (11) 42' · Ngô Anh Vũ (15) 45+2' · Mã Anh Duy (22) 75' |       |                 | Lượng khán giả: 400 Trọng tài: Trương Phi |  |

| Ngày 6 tháng 5 năm 2015 | Xi Măng FICO Tây Ninh                              | 2 - 1 | Cà Mau                                              | Sân Tây Ninh                                     |  |
| 15:30                   | Nguyễn Thanh Định (3) 43' · Lâm Văn Ngoan (15) 52' |       | Bùi Minh Hiệp (13) 90+1' · Nguyễn Vương Vũ (19) 49' | Lượng khán giả: 1,500 Trọng tài: Tăng Hoàng Tuấn |  |

| Ngày 6 tháng 5 năm 2015 | Vĩnh Long                                               | 2 - 1 | Bến Tre                                            | Sân Vĩnh Long                                  |  |
| 15:30                   | Nguyễn Tuấn Đạt (15) 26' · Phạm Đoàn Tiến Phát (13) 64' |       | Trương Thanh Tùng (77) 40' · Phạm Hữu Hoài (9) 35' | Lượng khán giả: 300 Trọng tài: Nguyễn Văn Diễn |  |

## Vòng 6
| Ngày 11 tháng 5 năm 2015 | Trẻ Đồng Nai            | 0 - 0 | Bình Thuận                                        | Sân Đồng Nai                               |  |
| 15:00                    | Nguyễn Cao Phi (23) 85' |       | Nguyễn Ngọc Nhị (20) 73' · Phạm Văn Luân (13) 75' | Lượng khán giả: 100 Trọng tài: Lê Đức Cảnh |  |

| Ngày 11 tháng 5 năm 2015 | Bến Tre                                                                         | 1 - 1 | Xi Măng Fico Tây Ninh | Sân Bến Tre                                   |  |
| 15:00                    | Trần Duy Quang (13) 37' · Dương Trung Hiếu (7) 70' · Đặng Nguyên Vũ (88) 90'+3' |       | Lâm Hải Đăng (10) 66' · Vũ Như Thành (4) 20' · Nguyễn Thanh Định (3) 69' · Lê Quang Thi (6 71' · Phạm Văn Luân (13) 75' · Lê Đức Tài (21) 83' | Lượng khán giả: 500 Trọng tài: Nguyễn Văn Tạo |  |

| Ngày 11 tháng 5 năm 2015 | Viettel | 0 - 0 | Lâm Đồng       | Sân Quân khu 5                                   |  |
| 15:30                    |         |       | K'Lưu (13) 81' | Lượng khán giả: 100 Trọng tài: Nguyễn Ngọc Thắng |  |

| Ngày 11 tháng 5 năm 2015 | Sanatech Khánh Hòa | 3 - 2 | Kon Tum                                                                          | Sân Nha Trang                              |  |
| 15:30                    | Phạm Trùm Tỉnh (11) 18' · Nguyễn Quốc Đặc (14) 29' · Trần Văn Tùng (9) 58' · Nguyễn Hoàng Quân (4) 63' · Nguyễn Chí Quốc (16) 77' |       | Trần Văn Tấn Tài (14) 8' · Nguyễn Viết Thắng (7) 83' · Nguyễn Đức Cường (19) 24' | Lượng khán giả: 200 Trọng tài: Tạ Quang Tú |  |

| Ngày 11 tháng 5 năm 2015 | Cà Mau | 4 - 2 | Mancons Sài Gòn | Sân Cà Mau                                 |  |
| 15:30                    | Nguyễn Văn Tài (6) 25' · Diệp Hoài Xuân (10) 36' 54' · Bùi Minh Hiệp (13) 37' · Nguyễn Thanh Lợi (18) 67' · Dương Ngọc Tiền (8) 77' |       | Hoàng Đức Thắng (21) 14' · Trương Công Vũ (18) 88' · Dương Mạnh Toàn (26) 24' · Võ Phi Thường (12) 34' · Hoàng Đức Thắng (21) 86' | Lượng khán giả: 300 Trọng tài: Lê Lưu Quân |  |

| Ngày 11 tháng 5 năm 2015 | Long An                                             | 0 - 3 | Tiền Giang                                                 | Sân Long An                                     |  |
| 16:00                    | Nguyễn Việt Thắng (9) 23' · Lê Hoàng Dương (14) 72' |       | Nguyễn Duy Phương (18) 13' 56' 89' · Trần Tuấn Vũ (12) 17' | Lượng khán giả: 200 Trọng tài: Tạ Công Châu Hòa |  |

## Vòng 7
| Ngày 16 tháng 5 năm 2015 | Bình Thuận                | 0 - 0 | Sanatech Khánh Hòa                             | Sân Phan Thiết                                         |  |
| 15:00                    | Nguyễn Lê Tr Quốc (4) 77' |       | Lê Quốc Chí (5) 40' · Nguyễn Thành Tâm (5) 74' | Lượng khán giả: 1,500 Trọng tài: Nguyễn Đình Hồng Quân |  |

| Ngày 16 tháng 5 năm 2015 | Lâm Đồng | 5 - 0 | Trẻ Đồng Nai            | Sân Đà Lạt                                     |  |
| 15:00                    | Nguyễn Văn Thắng (23) 14' · Nguyễn Trọng Hoàng (9) 23' · K' Lưu (13) 55' · Nguyễn Duy Lợi (8) 86' · Bùi Văn Đông (5) 90+1' |       | Nguyễn Đức Công (2) 67' | Lượng khán giả: 400 Trọng tài: Nguyễn Mạnh Hải |  |

| Ngày 16 tháng 5 năm 2015 | Mancons Sài Gòn                                                                                            | 3 - 1 | Vĩnh Long                                                           | Sân Thống Nhất                                 |  |
| 15:00                    | Nguyễn Anh Kiệt (11) 35' · Lưu Ngọc Hùng (23) 60' · Tô Nguyễn Trường Ân (16) 67' · Nguyễn Văn San (14) 81' |       | Võ Hữu Có (7) 90+1' · Trần Thành Minh (4) 86' · Kỳ Quốc Bảo (6) 90' | Lượng khán giả: 500 Trọng tài: Tăng Hoàng Tuấn |  |

| Ngày 16 tháng 5 năm 2015 | Tiền Giang | 3 - 0 | Cà Mau | Sân Tiền Giang                                 |  |
| 15:30                    | Nguyễn Duy Phương (18) 1' · Dương Minh Thắng (14) 45+1' · Huỳnh Thanh Khiêm (11) 88' · Nguyễn Chí Tâm (4) 12' · Bùi Minh Hiệp (13) 49' · Lê Minh Cảnh (2) 54' · Nguyễn Văn Khoa (30) 87' · Diệp Hoài Xuân (10) 40' 58' |       |        | Lượng khán giả: 400 Trọng tài: Nguyễn Văn Diễn |  |

| Ngày 16 tháng 5 năm 2015 | Xi Măng Fico Tây Ninh | 3 - 0 | Long An | Sân Tây Ninh                               |  |
| 15:30                    | Trần Văn Hén (9) 18' · Phạm Công Hiển (11) 45' · Ngô Dương Thái (17) 45+2' · Trần Anh Thi (16) 52' · Ngô Dương Thái (17) 65' |       |         | Lượng khán giả: 2000 Trọng tài: Trương Phi |  |

| Ngày 16 tháng 5 năm 2015 | Kon Tum                                                                      | 1 - 1 | Bình Định                                                                | Sân Tây Ninh                                     |  |
| 17:00                    | Trần Văn Trung (17) 83' · Huỳnh Bá Lệnh (24) 57' · Nguyễn Viết Thắng (7) 59' |       | Nguyễn Thái Sơn (3) 58' · Nguyễn Văn Ton (9) 63' · Tống Viết Nam (4) 73' | Lượng khán giả: 200 Trọng tài: Nguyễn Ngọc Khánh |  |

Tổng hợp vòng đấu
- Tổng số bàn thắng: 17, trung bình 2,83 bàn/ trận
- Tổng số thẻ vàng: 17, trung bình 2,83 thẻ/ trận
- Tổng số thẻ đỏ: 1, trung bình 0,17 thẻ/ trận
- Tổng số khán giả: 5.000, trung bình 8333,3 người/ trận.

## Vòng 8
| Ngày 26 tháng 5 năm 2015 | Bến Tre                                            | 2 - 0 | Vĩnh Long | Sân Tây Ninh                                |  |
| 15:00                    | Lê Hoàng Nhân (5) 36' · Huỳnh Hoàng Khanh (79) 69' |       |           | Lượng khán giả: 500 Trọng tài: Lê Lưu Quang |  |

| Ngày 26 tháng 5 năm 2015 | Mancons Sài Gòn                                                               | 0 - 0 | Tiền Giang               | Sân vận động Thống Nhất                      |  |
| 15:00                    | Lưu Ngọc Hùng (23) 27' · Đinh Tiến Thành (27) 77' · Dương Trí Hùng (28) 90+1' |       | Đặng Quốc Thịnh (20) 83' | Lượng khán giả: 300 Trọng tài: Nguyễn Tấn Lê |  |

| Ngày 26 tháng 5 năm 2015 | Cà Mau                                              | 0 - 0 | XM Fico Tây Ninh                                                              | Sân Cà Mau                                 |  |
| 15:30                    | Nguyễn Thanh Lợi (18) 36' · Dương Ngọc Tiền (8) 81' |       | Ngô Dương Thái (17) 23' · Võ Nguyễn Phương Duy (5) 66' · Trần Văn Hén (9) 81' | Lượng khán giả: 300 Trọng tài: La Văn Hùng |  |

| Ngày 26 tháng 5 năm 2015 | Sanatech Khánh Hòa                                                              | 3 - 2 | Lâm Đồng                                                             | Sân Nha Trang                                |  |
| 15:30                    | Đỗ Võ Thương (22) 54' · Nguyễn Văn Nhựt (43) 76' 84' · Đoàn Công Thành (19) 85' |       | Kon sơ Ha Duy (11) 14' · Nguyễn Duy Khánh (24) 36' · K' Bung (3) 88' | Lượng khán giả: 500 Trọng tài: Đặng Đức Toàn |  |

| Ngày 26 tháng 5 năm 2015 | Viettel                 | 1 - 0 | Bình Định                                           | Sân Quân khu 5                                  |  |
| 15:30                    | Đồng Văn Trung (10) 48' |       | Phan Thanh Tịnh (5) 53' · Nguyễn Thái Sơn (3) 90+1' | Lượng khán giả: 200 Trọng tài: Hoàng Thanh Bình |  |

| Ngày 26 tháng 5 năm 2015 | Kom Tum               | 0 - 0 | Bình Thuận                                                                              | Sân Kom Tum                                 |  |
| 17:00                    | Hoàng Vũ Đạt (30) 60' |       | PTrần Tấn Thi (17) 80' · Nguyễn Vũ Trường Giang (18) 81' · Phan Công Quỳnh Anh (12) 90' | Lượng khán giả: 100 Trọng tài: Vũ Phúc Hoan |  |

## Vòng 9
| Ngày 31 tháng 5 năm 2015 | Lâm Đồng | 2 - 1 | Viettel                                                                                        | Sân Đà Lạt                                   |  |
| 15:00                    | K'Lưu (13) 55' · Nguyễn Trọng Hoàng (9) 84' · Bùi Văn Đông (5) 28' · Kon Sơ Ha Duy (11) 65' · Ha Sy (7) 85' |       | Đồng Văn Trung (10) 25' · Đặng Văn Trâm (8) 22' · Trương Văn Thiết (55) 52' · Bùi Đình Sơn (6) | Lượng khán giả: 500 Trọng tài: Lê Thanh Tùng |  |

| Ngày 31 tháng 5 năm 2015 | Bình Thuận | 4 - 0 | Trẻ Đồng Nai         | Sân vận động Phan Thiết                      |  |
| 15:00                    | Nguyễn Vũ Tr. Giang (18) 18' 28' · Nguyễn Quốc Việt (9) 36' · Trần Tấn Thi (17) 67' · Lê Văn Đại (15) 25' · Nguyễn Văn Dũng (21) 58' · Nguyễn Ngọc Nhị (20) 84' |       | Lê Đông Phát (9) 63' | Lượng khán giả: 800 Trọng tài: Mai Xuân Hùng |  |

| Ngày 31 tháng 5 năm 2015 | Kom Tum                   | 1 - 0 | Sanatech Khánh Hòa                               | Sân Kom Tum                                |  |
| 15:00                    | Nguyễn Đức Cường (19) 47' |       | Đỗ Võ Thương (22) 23' · Nguyễn Văn Nhựt (43) 86' | Lượng khán giả: 500 Trọng tài: Vũ Văn Việt |  |

| Ngày 31 tháng 5 năm 2015 | Xi Măng Fico Tây Ninh                                                                              | 3 - 0 | Bến Tre                     | Sân Tây Ninh                               |  |
| 15:30                    | Lâm Hải Đăng (10) 34' · Nguyễn Thanh Lâm (12) 74' · Hoàng Hải Dương (18) 58' · Lê Huệ Dũng (7) 17' |       | Nguyễn Hoàng Phong (22) 20' | Lượng khán giả: 180 Trọng tài: Hà Văn Thức |  |

| Ngày 31 tháng 5 năm 2015 | Tiền Giang | 1 - 1 | Long An                                                                                            | Sân Tiền Giang                                |  |
| 15:30                    | Dương Minh Thắng (14) 85' · Huỳnh Thanh Khiêm (11) 17' · Nguyễn Xuân Tình (10) 58' · Nguyễn Thanh Long (13) 90+7' |       | Trần Ngọc Phương (19) 10' · Đoàn Hải Quân (7) 63' · Nguyễn Thành Công (28) 64' · Đoàn Hải Quân (7) | Lượng khán giả: 200 Trọng tài: Dương Hữu Phúc |  |

| Ngày 31 tháng 5 năm 2015 | Mancons Sài Gòn | 4 - 1 | Cà Mau | Sân vận động Thống Nhất                    |  |
| 15:00                    | Nguyễn Đình Lợi (17) 10' · Nguyễn Anh Việt (11) 12' · Hoàng Đức Thắng (21) 22' · Nguyễn Anh Việt (11) 43' · Dư Văn Bé (1) 21' · Lưu Ngọc Hùng (23) 62' · Dương Mạnh Toàn (26) 65' · Nguyễn Anh Việt (11) 69' · Trương Công Vũ (18) 74' · Dương Trí Hoàng (28) 82' · Đinh Tiến Thành (27) 84' |       | Nguyễn Vương Vũ (19) 78' · Nguyễn Văn Việt (9) 26' · Bùi Minh Hiệp (13) 36' · Nguyễn Chí Tâm (4) 55' · Nguyễn Thanh Lợi (18) 84' | Lượng khán giả: 250 Trọng tài: Đỗ Thành Đệ |  |

## Vòng 10
| Ngày 5 tháng 6 năm 2015 | Sanatech Khánh Hòa                                                                                              | 3 - 0 | Bình Thuận                  | Sân Nha Trang                                   |  |
| 15:30                   | Bùi Đoàn Duy Anh (17) 27' 68' · Trần Đình Khương (8) 36' · Nguyễn Văn Nhựt (43) 66' · Nguyễn Hoàng Quân (4) 75' |       | Nguyễn Vũ Tr Giang (18) 65' | Lượng khán giả: 300 Trọng tài: Hoàng Thanh Bình |  |

| Ngày 5 tháng 6 năm 2015 | Bình Định                                   | 1 - 1 | Kom Tum                                                                                                  | Sân Quy Nhơn                                      |  |
| 15:30                   | Trần Văn Nhớ (11) 37' · Hồ Tấn Tài (22) 65' |       | Lương Quốc Thắng (23) 45' · Nguyễn Việt Tiến (8) 51' · Trần Văn Long (3) 86' · Phạm Huy Hoàng (15) 90+1' | Lượng khán giả: 1.100 Trọng tài: Nguyễn Đình Thái |  |

| Ngày 5 tháng 6 năm 2015 | Trẻ Đồng Nai                                                                                      | 2 - 1 | Lâm Đồng                                   | Sân Đồng Nai                                |  |
| 15:00                   | Tô Văn Vũ (11) 36' · Nguyễn Cao Phi (23) 69' · Trần Văn Minh (6) 30' · Nguyễn Xuân Thành (18) 77' |       | Ha Sy (7) 90+2' · Lê Thế Mạnh (19) 34' 57' | Lượng khán giả: 200 Trọng tài: Vũ Phúc Hoan |  |

| Ngày 5 tháng 6 năm 2015 | Cà Mau | 2 - 1 | Tiền Giang                                                                         | Sân Cà Mau                                   |  |
| 15:30                   | Diệp Hoài Xuân (10) 23' · Lại Bảo Hữu (15) 25' · Đào Hoài Niệm (16) 4' · Nguyễn Trung Hiếu (7) 35' · Lê Minh Cảnh (2) 60' · Nguyễn Vương Vũ (30) 78' · Nguyễn Hoàng Khang (21) 88' |       | Huỳnh Thanh Khiêm (11) 11' · Nguyễn Xuân Tình (10) 6' · Huỳnh Thanh Khiêm (11) 85' | Lượng khán giả: 200 Trọng tài: Trần Quốc Bảo |  |

| Ngày 5 tháng 6 năm 2015 | Vĩnh Long | 2 - 1 | Mancons Sài Gòn       | Sân Vĩnh Long                                |  |
| 15:30                   | Phạm Đoàn Tiến Phát (13) 4' · Trần Đình Trường (8) 34' · Hồ Thành Thuận (3) 89' · Trần Thành Minh (4) 83' · Ngô Văn Chơn (17) 89' |       | Thái Văn Dũng (7) 36' | Lượng khán giả: 300 Trọng tài: Nguyễn Tấn Lê |  |

| Ngày 5 tháng 6 năm 2015 | Long An                   | 1 - 2 | Xi Măng Fico Tây Ninh                                               | Sân vận động Long An                         |  |
| 16:00                   | Trần Ngọc Phương (19) 63' |       | Trần Văn Hén (9) 28' · Lâm Hải Đăng (10) 85' · Lê Quang Thi (6) 37' | Lượng khán giả: 250 Trọng tài: Nguyễn Anh Vũ |  |

## Vòng 11
| Ngày 10 tháng 6 năm 2015 | Bình Thuận                                                                                                 | 0 - 1 | Bình Định                                                                                               | Sân Phan Thiết                                  |  |
| 15:00                    | Nguyễn Văn Dũng (21) 35' · Nguyễn Ngọc Nhị (20) 37' · Nguyễn Ngọc Phước (16) 60' · Hoàng Anh Tuấn (10) 75' |       | Đinh Thanh Bình (18) 90+2' · Lê Kim Bình (21) 21' · Nguyễn Thanh Thụ (20) 24' · Phan Thanh Tịnh (5) 31' | Lượng khán giả: 700 Trọng tài: Nguyễn Đình Thái |  |

| Ngày 10 tháng 6 năm 2015 | Kom Tum                                                                      | 0 - 0 | Trẻ Đồng Nai                                         | Sân Kom Tum                                |  |
| 17:00                    | Nguyễn Viết Thắng (7) 37' · Trần Văn Long (3) 71' · Lê Vũ Quốc Nhật (11) 84' |       | Trần Phúc Hoàng Lâm (7) 40' · Lý Thắng Vinh (12) 77' | Lượng khán giả: 200 Trọng tài: Vũ Văn Việt |  |

| Ngày 10 tháng 6 năm 2015 | Viettel | 5 - 0 | Sanatech Khánh Hòa    | Sân Quân khu 5                                  |  |
| 15:30                    | Lưu Công Sơn (19) 16' · Bùi Quang Khải (14) 40' · Nguyễn Trọng Đại (29) 42' · Bùi Duy Thường (7) 66' · Dương Văn Hào (23 80' · Dương Văn Hào (23) 52' · Lê Đắc Hùng (2) 57' |       | Sú Xây Hìn (2) 45'+1' | Lượng khán giả: 100 Trọng tài: Hoàng Thanh Bình |  |

| Ngày 10 tháng 6 năm 2015 | Tiền Giang                                       | 0 - 0 | Vĩnh Long                | Sân Tiền Giang                                |  |
| 15:30                    | Bùi Minh Tiếp (21) 34' · Hoàng Thăng Đức (9) 44' |       | Nguyễn Tuấn Đạt (15) 46' | Lượng khán giả: 200 Trọng tài: Trần Hữu Thanh |  |

| Ngày 10 tháng 6 năm 2015 | Mancons Sài Gòn                                                           | 1 - 1 | Long An                                            | Sân vận động Thống Nhất                       |  |
| 15:00                    | Nguyễn Đình Lợi (17) 57' · Lưu Ngọc Hùng (23) 2' · Lưu Ngọc Hùng (23) 83' |       | Lê Hoàng Dương (14) 23' · Nguyễn Hiếu Đan (24) 46' | Lượng khán giả: 300 Trọng tài: Nguyễn Hà Loan |  |

| Ngày 10 tháng 6 năm 2015 | Bến Tre                                       | 1 - 1 | Cà Mau                                                                       | Sân Bến Tre                                |  |
| 15:00                    | Đặng Nguyên Vũ (88) 11' · Lê Tấn Phi (66) 68' |       | Bùi Minh Hiệp (13) 73' · Nguyễn Thanh Lợi (18) 26' · Dương Ngọc Tiền (8) 71' | Lượng khán giả: 350 Trọng tài: Hà Văn Thức |  |

## Vòng 12
| Ngày 15 tháng 6 năm 2015 | Viettel | 3 - 0 | Kom Tum                                               | Sân Quân khu 5                                |  |
| 15:30                    | Bùi Duy Thường (7) 43' · Lưu Công Sơn (19) 71' · Nguyễn Vũ Linh (16) 90+3' · Lưu Công Sơn (19) 71' · Trương Văn Thiết (55) 86' |       | Lương Quốc Thắng (23) 58' · Nguyễn Viết Thắng (7) 60' | Lượng khán giả: 50 Trọng tài: Nguyễn Mạnh Hải |  |

| Ngày 15 tháng 6 năm 2015 | Lâm Đồng                                                                           | 1 - 1 | Bình Thuận | Sân Đà Lạt                                    |  |
| 15:00                    | Nguyễn Ngọc Hùng (16) 20' · Nguyễn Đình Huân (4) 55' · Jo Nưng Sary Ru Ben (6) 76' |       | Nguyễn Vũ Tr Giang (18) 19' · Nguyễn Văn Quang (24) 24' · Phan Công Quỳnh Anh (12) 75' · Nguyễn Vũ Tr Giang (18) 90+2' | Lượng khán giả: 300 Trọng tài: Trần Hồng Công |  |

| Ngày 15 tháng 6 năm 2015 | Bình Định | 2 - 1 | Trẻ Đồng Nai                                                         | Sân Quy Nhơn                                 |  |
| 15:30                    | Nguyễn Huỳnh Hữu An (24) 18' · Nguyễn Thanh Thụ (20) 56' · Lê Phương Thời (12) 19' · Đinh Thanh Bình (18) 67' |       | Tô Văn Vũ (11) 58' · Lê Đông Phát (9) 37' · Trần Thanh Tùng (14) 70' | Lượng khán giả: 1.000 Trọng tài: Lê Đức Cảnh |  |

| Ngày 15 tháng 6 năm 2015 | Bến Tre | 1 - 2 | Mancons Sài Gòn | Sân Bến Tre                                |  |
| 15:00                    | Trần Duy Quang (13) 49' · Đặng Nguyên Vũ (88) 23' · Lê Hoàng Nhân (5) 34' · Trương Thanh Tùng (77) 37' · Trần Duy Quang (13) 61' · Trần Bảo Khoa (3) 75' |       | Nguyễn Dương Phú Anh (9) 80' · Nguyễn Anh Việt (11) 87' · Nguyễn Văn San (14) 35' · Lâm Nhật Minh Trung (8) 43' · Nguyễn Dương Phú Anh (9) 90+1' · Tr Đức Khánh Đạt (6) 66' | Lượng khán giả: 400 Trọng tài: Hà Văn Thức |  |

| Ngày 15 tháng 6 năm 2015 | Xi Măng Fico Tây Ninh | 1 - 1 | Tiền Giang                                                                                                | Sân Tây Ninh                                 |  |
| 15:30                    | Lâm Văn Ngoan (15) 55' · Lê Huệ Dũng (7) 32' · Lê Quang Thi (6) 45+2' · Lâm Văn Ngoan (15) 68' · Nguyễn Quốc Thanh (20) 83' |       | Đặng Quốc Thịnh (20) 14' · Huỳnh Thanh Khiêm (11) 36' · Dương Hoàng Bảo (7) 38' · Lê Minh Chiến (1) 45+1' | Lượng khán giả: 1.500 Trọng tài: Đỗ Thành Đệ |  |

| Ngày 15 tháng 6 năm 2015 | Vĩnh Long                                                              | 0 - 0 | Long An | Sân Vĩnh Long                                |  |
| 15:30                    | Ngô Văn Chơn (17) 23' · Trần Thành Minh (4) 64' · Hồ Chí Hơn (9) 90+3' |       | Trần Minh Tòng (21) 22' · Đoàn Hải Quân (7) 52' · Nguyễn Việt Thắng (9) 60' · Trần Ngọc Phương (19) 67' · Trịnh Đức Trọng (5) 87' | Lượng khán giả: 300 Trọng tài: Trần Quốc Bảo |  |

## Vòng 13
| Ngày 20 tháng 6 năm 2015 | Sanatech Khánh Hòa                                                                                  | 1 - 2 | Bình Định                 | Sân Nha Trang                                  |  |
| 15:30                    | Trần Đình Khương (8) 54' · Nguyễn Thành Tâm (5) 43' · Phạm Trùm Tỉnh (11) 72' · Vũ Quốc Ân (23) 78' |       | Trần Văn Nhớ (11) 29' 44' | Lượng khán giả: 50 Trọng tài: Nguyễn Đình Thái |  |

| Ngày 20 tháng 6 năm 2015 | Lâm Đồng | 0 - 0 | Kom Tum                 | Sân Đà Lạt                                 |  |
| 15:00                    |          |       | Phạm Hồng Định (27) 23' | Lượng khán giả: 300 Trọng tài: Lê Đức Cảnh |  |

| Ngày 20 tháng 6 năm 2015 | Bến Tre                                                                                          | 0 - 1 | Long An                                                                                                 | Sân Bến Tre                                  |  |
| 15:00                    | Dương Trung Hiếu (7) 56' · Đặng Nguyên Vũ (88) 62' · Phan Phú Lộc (15) 65' · Lê Tấn Phi (66) 80' |       | Trần Ngọc Phương (19) 25' · Nguyễn Nhật Nam (22) 61' · Phan Tuấn Anh (16) 65' · Trịnh Đức Trọng (5) 76' | Lượng khán giả: 250 Trọng tài: Đặng Đức Toàn |  |

| Ngày 20 tháng 6 năm 2015 | Cà Mau                                             | 1 - 0 | Vĩnh Long           | Sân Cà Mau                                     |  |
| 15:00                    | Đặng Quang Minh (15) 34' · Diệp Hoài Xuân (10) 90' |       | Tô Minh Vũ (14) 35' | Lượng khán giả: 100 Trọng tài: Nguyễn Văn Chôm |  |

| Ngày 20 tháng 6 năm 2015 | Xi Măng Fico Tây Ninh                                                           | 0 - 1 | Mancons Sài Gòn                                                                              | Sân Tây Ninh                                 |  |
| 15:00                    | Lê Huệ Dũng (7) 64' · Nguyễn Thanh Định (3) 89' · Phạm Công Hiển (11) 27' 90+7' |       | Ung Duy Tiến (15) 56' · Ung Duy Tiến (15) 39' · Dư Văn Bé (1) 67' · Nguyễn Anh Việt (11) 90' | Lượng khán giả: 3.000 Trọng tài: Lâm Hòa Say |  |

| Ngày 21 tháng 6 năm 2015 | Trẻ Đồng Nai                               | 0 - 0 | Viettel               | Sân Đồng Nai                                     |  |
| 15:00                    | Trần Văn Minh (6) 39' · Tô Văn Vũ (11) 73' |       | Đặng Văn Trâm (8) 72' | Lượng khán giả: 200 Trọng tài: Nguyễn Ngọc Khánh |  |

## Vòng 14
| Ngày 25 tháng 6 năm 2015 | Trẻ Đồng Nai | 4 - 1 | Sanatech Khánh Hòa                                                        | Sân Đồng Nai                                    |  |
| 15:00                    | Lê Đông Phát (9) 41' · Phạm Hồng Nghĩa (8) 48' · Lê Thành Phát (10) 73' · Trần Văn Vũ (3) 90'+3' (O.g) · Trần Phúc Hoàng Lâm (7) 50' |       | Trần Đình Khương (8) 51' · Nguyễn Văn Nhựt (43) 30' · Vũ Quốc Ân (23) 50' | Lượng khán giả: 100 Trọng tài: Hoàng Thanh Bình |  |

| Ngày 25 tháng 6 năm 2015 | Bình Định                                                                     | 2 - 1 | Lâm Đồng                                                | Sân Quy Nhơn                                     |  |
| 15:00                    | Lê Thanh Phong (10) 69' 71' · Hồ Tấn Tài (22) 60' · Nguyễn Văn Thạnh (14) 68' |       | Ha Sy (7) 25' · Ha Sy (7) 49' · Bùi Văn Đông (5) 90'+3' | Lượng khán giả: 1.500 Trọng tài: Nguyễn Thái Bền |  |

| Ngày 25 tháng 6 năm 2015 | Bình Thuận                                                                           | 0 - 0 | Viettel                  | Sân Phan Thiết                               |  |
| 15:00                    | Nguyễn Lê Tr Quốc (4) 15' · Phan Công Quỳnh Anh (12) 45+1' · Trần Tấn Thi (17) 90+1' |       | Nguyễn Văn Toản (15) 37' | Lượng khán giả: 300 Trọng tài: Nguyễn Anh Vũ |  |

| Ngày 25 tháng 6 năm 2015 | Long An                   | 1 - 2 | Cà Mau                                           | Sân Long An                                |  |
| 16:00                    | Trần Ngọc Phương (19) 27' |       | Nguyễn Văn Việt (9) 10' · Bùi Minh Hiệp (13) 30' | Lượng khán giả: 500 Trọng tài: Đỗ Thành Đệ |  |

| Ngày 25 tháng 6 năm 2015 | Xi Măng Fico Tây Ninh                                                | 3 - 3 | Vĩnh Long                                                                           | Sân Tây Ninh                                 |  |
| 15:00                    | Trần Văn Hén (9) 76' · Lê Đức Tài (21) 81' · Ngô Dương Thái (17) 87' |       | Trần Thanh Dương (11) 22' · Phạm Đoàn Tiến Phát (13) 39' · Trần Đình Trường (8) 62' | Lượng khán giả: 2.000 Trọng tài: Hà Văn Thức |  |

| Ngày 25 tháng 6 năm 2015 | Tiền Giang                                                                       | 4 - 1 | Bến Tre | Sân Tiền Giang                               |  |
| 15:00                    | Đặng Quốc Thịnh (20) 69' · Trần Tuấn Vũ (12) 70' · Dương Minh Thắng (14) 86' 88' |       | Lê Hoàng Nhân (5) 83' · Võ Phước Nguyên (32) 37' · Nguyễn Hoàng Tâm (25) 63' · Nguyễn Văn Việt (94) 85' · Huỳnh Phong Vũ (26) 90' · Trương Thanh Tùng (77) 38' 66' | Lượng khán giả: 200 Trọng tài: Trần Quốc Bảo |  |